# Mandeep Singh
Mandeep Singh (Jalandhar, 25 de janeiro de 1995) é um jogador de hóquei sobre a grama indiano.

## Carreira
Em 16 de dezembro de 2012, Singh foi apresentado no primeiro leilão da Hockey India League pela franquia Ranchi Rhinos por um lance vencedor de US$ 13.000. Ele integrou a Seleção Indiana de Hóquei sobre a grama masculino nos Jogos Olímpicos de Verão de 2020 em Tóquio, quando conquistou a medalha de bronze após derrotar a equipe alemã por 5–4. Nos Jogos Olímpicos de Verão de 2024, em Paris, conquistou a medalha de bronze no torneio masculino do hóquei sobre a grama, após vencer confronto contra a equipe espanhola por 2–1.